# Anton Würzl
Anton Würzl (* 18. August 1925 in Wien; † 3. Juli 2001) war Ministerialrat im österreichischen Bundesministerium für Handel, Gewerbe und Industrie und Autor im Bereich der österreichischen Tourismuswirtschaft.

## Leben
Würzl zählte 1956 zu den Gründungsmitgliedern des Bundes Österreichischer Gastlichkeit (BÖG; heute Beste Österreichische Gastlichkeit).
Würzl war Beamter und später Ministerialrat des Handelsministeriums in Wien. Dort arbeitete er von 1970 bis 1983 ausschließlich unter dem sozialdemokratischen Ressortminister Josef Staribacher und war ständiger Vertreter des Ministeriums in Diskussionen zur Österreich Werbung.
Er trat namens des Ministeriums unter anderem als Förderer der Gründung der 1976 entstandenen Hogast Einkaufsgenossenschaft für Österreichs Hotellerie und Gastgewerbe auf und war in ganz Österreich gefragter Referent zu touristischen Themen.
1992 war Würzl Gründungspräsident des Clubs Pannonia, der sich selbst als Gesellschaft zur Pflege der österreichisch-ungarischen Beziehungen bezeichnet.
Anton Würzl war langjähriger Lehrbeauftragter an der Wirtschaftsuniversität Wien zum Thema Tourismuspolitik und hat, wie Josef Mazanec (Modul University Vienna) betont, ganz maßgeblich die regelmäßig veranstalteten  Österreichischen Fremdenverkehrstage mitgestaltet.
Würzl zählte auch zu den wissenschaftlichen Mitarbeitern des "Kulturinformationssystems" aeiou.

## Schriften
- Als Herausgeber: Österreichischer Fremdenverkehrstag. Verlauf und Ergebnisse. Wien 1968
- Die wirtschaftlichen Auswirkungen von Freizeitwohnungen auf Fremdenverkehrsgemeinden. Wien 1973. (Diplomarbeit an der Hochschule für Welthandel, Wien)
- Wintersport und Landschaft im alpinen Raum. In: Wildnis, Forst und Ackerland, Wien 1974, S. 185–189.
- Der Unternehmer in der österreichischen Hotellerie : eine historisch-soziologische Analyse des Unternehmertums in der österreichischen Hotellerie. Wien 1976. (Dissertation, 1977 eingereicht an der Wirtschaftsuniversität Wien)
- Fremdenverkehrspolitik für die Zukunft. In: Lebensraum Alpen, Innsbruck 1981, S. 145–154. (Bericht vom Alpenvereinssymposion des OEAV, DAV, AVS vom 5. bis 7. März 1981 in Tirol)